# Esther Domínguez
Esther Domínguez Zurita (Zaragoza, 23 de abril de 1981) es una ex gimnasta rítmica española que compitió en la selección nacional de gimnasia rítmica de España. Con el conjunto español obtuvo la plata en 5 pelotas y el bronce en 3 pelotas y 2 cintas en el Europeo de Patras (1997), y como individual logró ser olímpica en Sídney 2000 (11º puesto) y fue bronce en el Campeonato Europeo por Equipos de Riesa (2001). Fue campeona de la Copa de España (1995 y 1997) y campeona de España en 3 ocasiones en categoría de honor de la modalidad individual (1998, 1999 y 2000).

## Biografía deportiva

### Inicios
Se inició en la gimnasia rítmica en 1988, a los 7 años, en un gimnasio del actual distrito Actur-Rey Fernando (Zaragoza). A los 8 entró en el Club Escuela de Gimnasia Rítmica de Zaragoza. En 1991, 1992 y 1993 fue campeona de Aragón infantil, y en 1994 campeona de Aragón júnior. En 1992 fue subcampeona de España individual en categoría infantil en el Campeonato celebrado en Benicarló, en 1993 campeona de España infantil en la general, en aro, en cuerda y en pelota, en 1994 campeona de España júnior en la general, en aro y en cinta, y en 1995 campeona de España júnior en cuerda, aro, mazas y cinta. Desde 1994, Esther fue entrenada por Nancy Usero, hasta que fue convocada por la seleccionadora nacional individual Mar Lozano.
Campeona de la Copa de España en 1995 y 1997, un año después inició un trienio dominador en el Campeonato de España Individual, que conquistó en 1998, 1999 (ex aequo con Almudena Cid) y 2000 (donde fue además oro en cuerda, aro y pelota) en la categoría de honor.

### Etapa en la selección nacional

#### 1995 - 1997: primeras competiciones y breve etapa en el conjunto

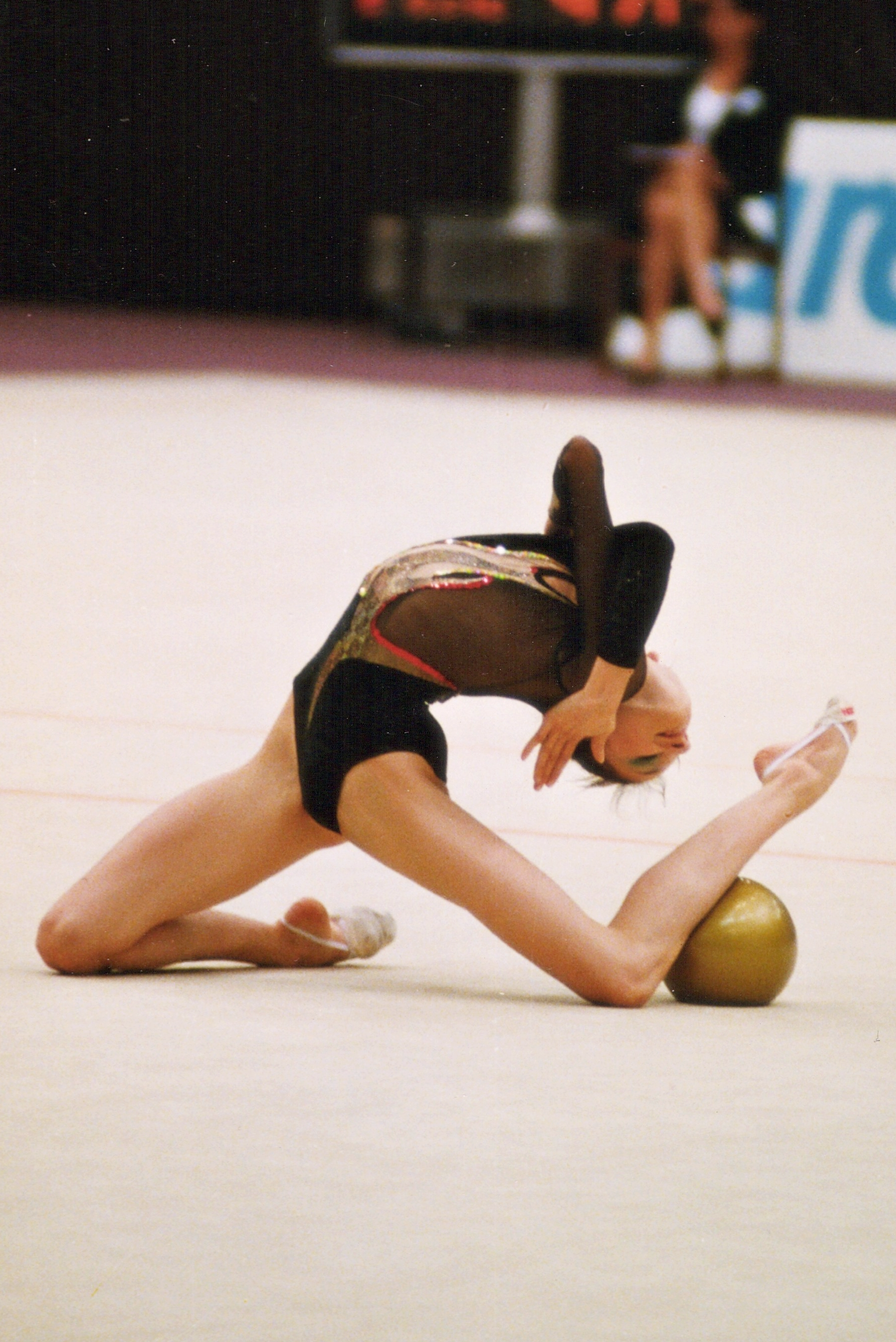
Esther con la pelota en el Europeo de Budapest (1999). En este montaje empleó el tango «Sus ojos se cerraron» de Carlos Gardel.

Internacional desde los 12 años, a los 14 se marchó a Madrid para entrenarse con la selección nacional de gimnasia rítmica de España. En la selección entrenaría primero en el Gimnasio Moscardó y desde 1997 en el Centro de Alto Rendimiento de Madrid del Consejo Superior de Deportes. Tras ser componente de la selección júnior individual en 1995, en 1996 se convirtió en individual sénior. En abril de 1997, a falta de un mes para el Europeo, se incorporó al conjunto español tras la retirada de Marta Baldó, Estela Giménez y Estíbaliz Martínez, y la lesión de Marta Calamonte. De los dos ejercicios para ese año, el de 5 pelotas tenía como música un medley de canciones de Édith Piaf, como «Non, je ne regrette rien» o «Hymne à l'amour», mientras que el de 3 pelotas y 2 cintas usaba «Las cosas del querer», compuesta por Quintero, León y Quiroga. Esther fue titular en el de 5 pelotas. En mayo, Esther compitió con el conjunto en el Campeonato Europeo de Gimnasia Rítmica de Patras, donde consiguió un 4º puesto en el concurso general, además de una medalla de plata en 5 pelotas y otra de bronce en 3 pelotas y 2 cintas. El primer día, con una nota acumulada de 38,300 en el concurso general, se quedaron a 50 milésimas del pódium. En las finales por aparatos del día siguiente obtuvieron una nota de 19,600 en el ejercicio de 5 pelotas, que les otorgó la medalla de plata. En el ejercicio mixto de 3 pelotas y 2 cintas lograron una nota de 19,500 que les llevó al tercer cajón del pódium. El conjunto estaba integrado entonces por Esther, Sara Bayón, Nuria Cabanillas, Lorena Guréndez, Tania Lamarca, Carolina Malchair y Marta Calamonte como suplente. Posteriormente Esther pasaría a ser nuevamente gimnasta individual.

#### 1997 - 2001: vuelta a la modalidad individual y Sídney 2000

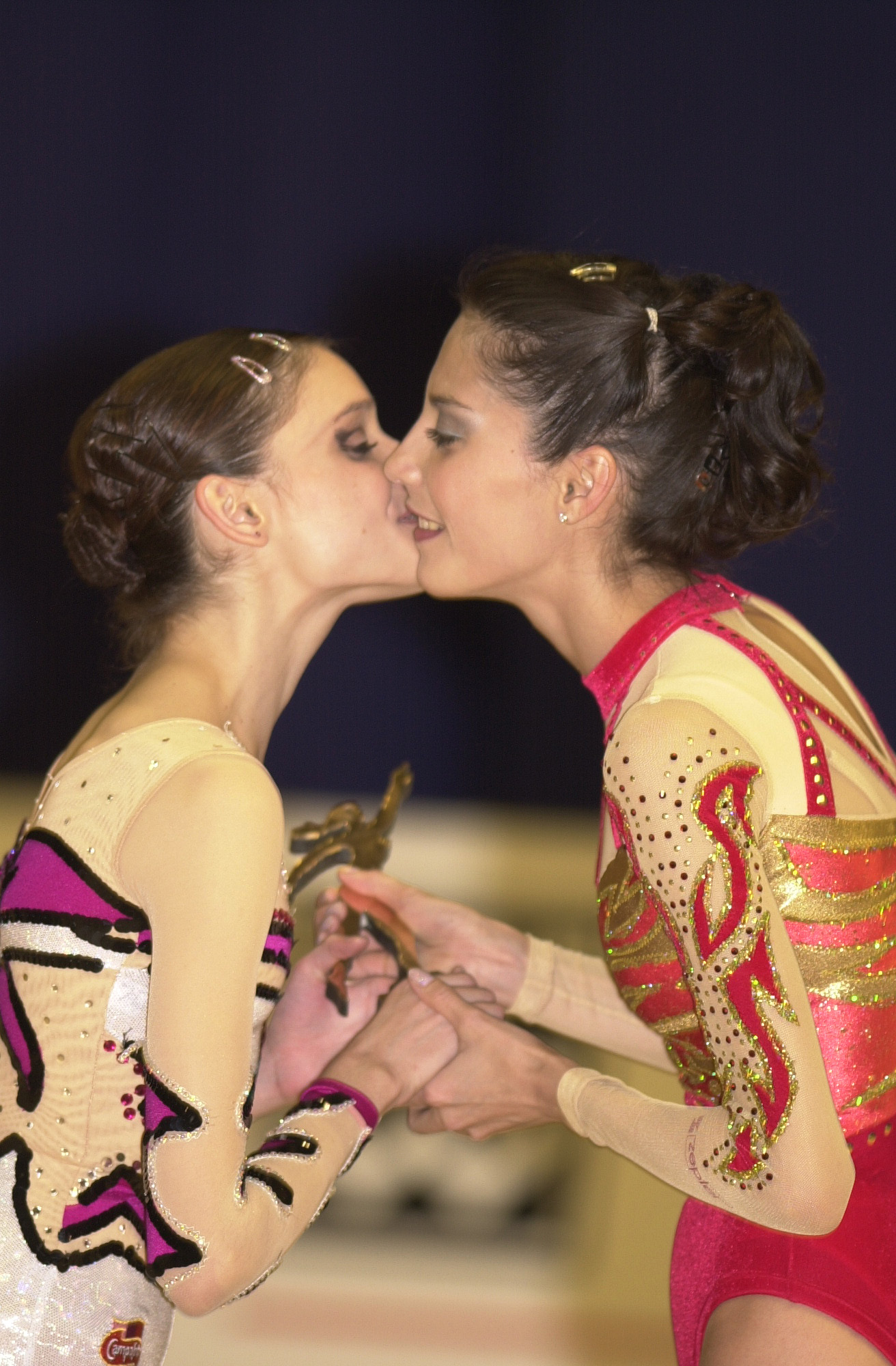
Esther (izqda.) recibe de Elena Vitrichenko el Premio Longines a la Elegancia en el Europeo de Zaragoza (2000).

En 1997 empezó a ser entrenada en la selección por Ana Bautista, quien permanecería con ella hasta 1999, cuando Dalia Kutkaite pasó a ser entrenadora del equipo. Tras el Campeonato Mundial de Osaka en 1999, en el que España terminó cuarta y ella novena en modalidad individual, consiguió su billete para los Juegos Olímpicos de Sídney 2000. En el año 2000 se convirtió en la primera gimnasta rítmica española en conseguir una nota de 10,000 en un Campeonato Europeo, al hacerlo en el ejercicio de pelota en el Campeonato Europeo de Zaragoza, su ciudad natal. En dicho Europeo logró el 4ª puesto por equipos (junto a Almudena Cid y Alba Caride), el 13º en la general, el 4º en cuerda (con la misma nota que la 3ª), el 6º en aro, el 4º en pelota (con la misma nota que las tres primeras) y el 6º en cinta. Además, en esta competición le fue otorgado el Premio Longines a la Elegancia, un trofeo que suele entregar la marca de relojes homónima y la FIG durante las competiciones internacionales de gimnasia destacadas. Posteriormente participó en sus únicas Olimpiadas, los Juegos Olímpicos de Sídney 2000, donde finalizó en la 11.ª posición en el concurso general individual con una nota de 38,732, quedándose a 101 milésimas de meterse en la final de las 10 mejores.
En mayo de 2001 consiguió su única medalla en una competición internacional oficial, al conseguir el equipo español de gimnasia, la medalla de bronce en el primer Campeonato Europeo por Equipos, celebrado en Riesa (Alemania). El equipo español para esa competición estuvo formado además por Almudena Cid y por cuatro representantes de gimnasia artística: Alejandro Barrenechea, Víctor Cano, Sara Moro y Laura Martínez. A mediados de junio participó en su último Europeo, celebrado en Ginebra, donde fue 8ª en la final de aro.

### Retirada de la gimnasia
En 2001 se retiró a causa de una rotura de costilla en un entrenamiento previo al Europeo de 2001. Empezó a estudiar danza con Alicia Alonso, pero lo dejó poco después. Comenzó a cursar la Licenciatura de Ciencias de la Información (periodismo), que finalizó con éxito en el año 2005. Trabajó como entrenadora de gimnasia rítmica en el Club Chamartín de Madrid.

## Legado e influencia
Esther es la primera y única gimnasta española en obtener un 10 (la puntuación perfecta) en un Campeonato Europeo de Gimnasia Rítmica, al lograrlo en el ejercicio de pelota del Europeo de Zaragoza (2000). La exgimnasta de la selección nacional, Montse Martín, hablaba así en 2019 sobre las características como gimnasta que le atribuía: 

«Gimnasta con mucho carisma y garra en el tapiz, realizaba los ejercicios con una gran seguridad y limpieza en ejecución. Durante su etapa en la selección española como individual, bajo los consejos de Ana Bautista, presentaba siempre coreografías y músicas únicas, muy diferentes al resto».

## Equipamientos
| Período      | Proveedor |
| ------------ | --------- |
| 1995 - 2000  | Arena     |
| 2000 (JJ.OO) | Fumarel   |

## Música de los ejercicios
| Año                      | Aparatos                                                                                | Música |
| ------------------------ | --------------------------------------------------------------------------------------- | --- |
| 1995 (Individual júnior) | Aro                                                                                     | «Matador», de la banda sonora de la película Matador de Pedro Almodóvar, compuesta por Bernardo Bonezzi.    |
| 1995 (Individual júnior) | Mazas                                                                                   | «Por una cabeza» de Carlos Gardel, en la versión de Itzhak Perlman.                                         |
| 1996                     | Cinta                                                                                   | «The Cemetery», de la banda sonora de la película Batman Returns de Tim Burton, compuesta por Danny Elfman. |
| 1996                     | Pelota                                                                                  | «El entrerriano» de Rosendo Mendizábal.                                                                     |
| 1996                     | Pelota                                                                                  | «Ivette», en la versión de Aníbal Troilo, Roberto Grela y su cuarteto típico.                               |
| 1996                     | Mazas                                                                                   | «Chica ye ye», compuesta por Augusto Algueró.                                                               |
| 1996                     | Mazas                                                                                   | «Rumbo a Jerez» de Luis Cobos.                                                                              |
| 1997                     | 5 pelotas                                                                               | Medley de canciones de Édith Piaf, como «Non, je ne regrette rien» o «Hymne à l'amour».                     |
| 1997                     | 3 pelotas y 2 cintas                                                                    | «Las cosas del querer», copla compuesta por Quintero, León y Quiroga.                                       |
| 1998                     | Mazas                                                                                   | «Ya Ya Ringe Ringe Raja» y «Mesecina» de Goran Bregović.                                                    |
| 1998 - 1999              | Cuerda                                                                                  | «The Heat of the Day» de Pat Metheny Group.                                                                 |
| 1999 - 2000              | Cinta                                                                                   | «Noche en el sur» y «Luna de fiesta», de José Luis Encinas.                                                 |
| 1999 - 2000              | Pelota                                                                                  | «Sus ojos se cerraron» de Carlos Gardel.                                                                    |
| 1999                     | Aro                                                                                     | Banda sonora de The Fruit Machine, compuesta por Hans Zimmer.                                               |
| 1999                     | Ejercicio de exhibición (Manos libres) junto a Alba Caride, Almudena Cid y Adassa Ramos | Tema flamenco «Si te vas».                                                                                  |
| 2000                     | Aro                                                                                     | «Yulunga (Spirit Dance)» de Dead Can Dance y «Minus One» de Greg Ellis.                                     |
| 2000                     | Cuerda                                                                                  | «Mario Takes a Walk» de Jesse Cook.                                                                         |
| 2001                     | Pelota                                                                                  | «Double Concerto» de Astor Piazzolla, en la versión de Al Di Meola.                                         |
| 2001                     | Mazas                                                                                   | «Vozes No Deserto» de Rão Kyao y Ketama.                                                                    |
| 2001                     | Cuerda                                                                                  | «Libertango» de Astor Piazzolla, en la versión de Al Di Meola.                                              |
| 2001                     | Aro                                                                                     | «Querer», compuesta por René Dupéré para el espectáculo Alegría del Cirque du Soleil.                       |

## Premios, reconocimientos y distinciones
- Premio Longines a la Elegancia en el Campeonato Europeo de Zaragoza (2000).[6]

## Filmografía

### Programas de televisión
| Programas de televisión | Programas de televisión | Programas de televisión | Programas de televisión |
| Año                     | Título                  | Cadena                  | Notas                   |
| ----------------------- | ----------------------- | ----------------------- | ----------------------- |
| 1999                    | Escuela del deporte     | La 2 de TVE             | Aparición en reportaje  |

### Publicidad
- Dos anuncios de Cola Cao (1996). Aparición junto al resto del equipo en dos spots televisivos para Cola Cao, entonces patrocinador del Programa ADO.
- Anuncio de Campofrío (1996). Aparición junto al resto de la selección española en anuncio de televisión de la empresa cárnica, entonces patrocinador de la Federación.